# Državna cesta D2
Die Državna cesta D2 (kroatisch für ,Nationalstraße D2‘), auch Podravska magistrala (kroat. für ‚Podravina-Magistrale‘) genannt, ist eine Nationalstraße in Kroatien. Die Straße folgt dem Flussverlauf der Drau und trägt die historische Bezeichnung des kroatischen Draugebietes Podravina.
Die Podravina-Magistrale soll auf ihrer Gesamtlänge zur Schnellstraße ausgebaut werden und so den nördlichen Teil Kroatiens besser mit dem östlichen Teil verbinden. Durch den Bau der Schnellstraße soll insbesondere der wirtschaftliche Aufschwung Slawoniens begünstigt werden. Teile der zukünftigen Schnellstraße wurden bereits fertiggestellt. Zu den fertiggestellten Teilstücken zählen die Nordumfahrungen von Virovitica und Slatina (Die Nordumfahrung von Đurđevac befindet sich in Bau). 2008 wurde mit dem Bau des Teilstücks Virovitica-Slatina begonnen.
Die Gesamtlänge der derzeitigen Strecke der D2 beträgt 325 km. Die zukünftige Schnellstraße soll von Ormož an der slowenischen Grenze über die Insel Virje – Varaždin – Koprivnica (A12) – Đurđevac – Pitomača – Virovitica (A13) – Slatina – Osijek und Vukovar nach Ilok an der serbischen Grenze führen. Auf slowenischer Seite ist der Ausbau der Strecke Ormož – Ptuj (Autobahnanbindung) geplant.
Die Nationalstraße D2 führt durch Gebiete mit hohem wirtschaftlichem Entwicklungspotential, insbesondere im Bereich der Landwirtschaft und Industrie. Bereits 1999 wurde die Podravina-Schnellstraße in die höchste Prioritätskategorie der nationalen kroatischen Verkehrsstrategie eingestuft. Der Ausbau zur Schnellstraße verzögerte sich bislang jedoch, da sich die ansonsten von Schwerfahrzeugen vielbefahrene Strecke nicht mit den vorgesehenen Planungen paneuropäischer Verkehrskorridore deckte.